# Millotonyx tenuipes
Genre
Espèce
Millotonyx tenuipes, unique représentant du genre Millotonyx, est une espèce d'opilions laniatores de la famille des Triaenonychidae.

## Distribution
Cette espèce est endémique de Madagascar. Elle se rencontre vers l'Ankaratra.

## Description
Le mâle syntype mesure 5,4 mm et la femelle syntype 5,7 mm.

## Étymologie
Ce genre est nommé en l'honneur de Jacques Millot.

## Publication originale
- Lawrence, 1959 : « Arachnides-Opilions. » Faune de Madagascar, vol. 9, p. 1–121.